# Липовец (Покровский район)
Липовец — село в Покровском районе Орловской области России. Входит в состав Ретинского сельского поселения.

## География
Село находится у восточных окраин посёлка городского типа Покровское, на расстоянии 70 км к юго-востоку от города Орёл, административного центра области.

### Часовой пояс
Село Липовец, как и вся Орловская область, находится в часовой зоне МСК (московское время). Смещение применяемого времени относительно UTC составляет +3:00.

## Население
| 2002 | 2010 |
| ---- | ---- |
| 485  | ↘392 |

### Национальный состав
Согласно результатам переписи 2002 года, в национальной структуре населения русские составляли 97 % из 485 чел.